# The Kid Who Would Be King
The Kid Who Would Be King is een Brits fantasyfilm uit 2019, geschreven en geregisseerd door Joe Comish.

## Verhaal
Alex Elliott is een gewone jongen die gepest wordt op school. Op een dag vindt hij een zwaard in een steen dat het mythische zwaard Excalibur van koning Arthur blijkt te zijn. Wanneer hij het zwaard uit de steen trekt, verandert dit zijn leven. Merlijn neemt contact met hem op en hij krijgt de opdracht om met zijn vrienden een nieuwe Ronde tafel op te richten om samen de heks Morgana te bestrijden.

## Rolverdeling
| Acteur                 | Personage        |
| ---------------------- | ---------------- |
| Louis Ashbourne Serkis | Alex Elliot      |
| Tom Taylor             | Lance            |
| Rebecca Ferguson       | Morgana          |
| Angus Imrie            | de jonge Merlijn |
| Patrick Stewart        | Merlijn          |

## Productie
De filmopnamen gingen van start op 25 september 2017 in Londen.
The Kid Who Would Be King ging op 25 januari 2019 in première in de Verenigde Staten in 3400 zalen en er werd voor het openingsweekend een opbrengst van 7 tot 13 miljoen US$ verwacht. De film ontving uiteindelijk 7,15 miljoen US$ en behaalde zo de vierde plaats van het weekend. De film kreeg positieve kritieken van de filmcritici met een score van 87% op Rotten Tomatoes, gebaseerd op 104 beoordelingen.